# Rakı
Pour les articles homonymes, voir Raki.
Le raki (du turc : rakı , dérivé de l'arabe : عرق, araq, cf. arak) est essentiellement une eau-de-vie de vin aromatisée à l’anis. Elle est consommée en Turquie, où elle est la boisson nationale, en Albanie, au Kosovo dans les Balkans, en Arménie et au Proche-Orient.
En Crète, la tsikoudiá est une boisson alcoolisée souvent appelée rakı. Elle est utilisée pour fabriquer du rakomelo.

## Histoire
Depuis longtemps, une boisson alcoolisée incolore est produite et bue chaque année dans toute la Méditerranée. Elle est connue sous différents noms : tsípouro, raki, arak, grappa. Elle est distillée à partir des sous-produits du vin.
Dans l'Empire ottoman, jusqu'au XIXe siècle, les meyhanes (tavernes) tenues par des Rûm (Grecs) et Albanais servaient principalement du vin accompagné de mezzé, en raison des restrictions religieuses imposées par les différents sultans. À cette époque, le rakı était produit par distillation du marc de raisin.

## Usages

### Consommation
Il est consommé le plus souvent allongé d’eau, parfois sec. En turc, il est appelé familièrement aslan sütü, « lait de lion ». Le service est fait généralement dans deux verres de forme cylindrique, l’un contenant le raki, l’autre l’eau et la glace, ou parfois, comme dans la région d'Adana, du şalgam suyu, du jus de betterave pimenté. N’étant pas sucré, il se boit en apéritif, mais aussi au cours du repas.
Dans certaines zones géographiques, le raki peut être consommé a l'occasion d'une épreuve nommée en grec νερό ή ρακή (littéralement : « eau ou raki »), durant laquelle les adversaires doivent deviner si la boisson qui leur est présentée est de l'eau ou du raki. Cette épreuve est particulièrement représentée lors des retours de noces matinaux dans le pays crétois.

### Production
La région de production la plus fameuse est Tekirdağ, en Thrace. La production de raki en Turquie a fait longtemps l’objet d’un monopole détenu par la société d’État Tekel (« monopole »), privatisée en 2004.

### Variétés
Les différentes qualités sont :
- le yeni rakı (raki nouveau) titrant 45 %, dont l’alcool doit provenir à 65 % de la distillation du raisin ;
- l’altınbaş rakı (tête d’or) et le kulüp rakı (club) titrant 50 %, dont l’alcool provient entièrement de la distillation du raisin.